# 新得町
新得町（日语：／ Shintoku chō */?）位於北海道十勝綜合振興局西北部山區、十勝川的上游，為北海道面積第七大的市町村，次於北見市、足寄町、釧路市、遠輕町、別海町和標茶町。境內多為高山，北部約70%的面積為大雪山國立公園的國有林，其高度多超過2000公尺。北海道以地勢高度計算出的重心點正位於轄區內，該重心點位於北緯43度28分02秒，東經142度49分40秒。 
名稱來自阿伊努語「sir-tok」（肘部、山肩）或「sintoko」（大箱子）。

## 歷史
- 1899年：來自山形縣北村山郡高崎村（現已合併為東根市）的開墾團前來開墾。
- 1900年：設置芽室外6村戶長役場（現在的芽室町）。
- 1903年：人舞村外一村戶長役場（現在的清水町）由芽室外6村戶長役場分割獨立設置。
- 1915年4月1日：屈足村成為二級村。[6]
- 1923年4月1日：成為北海道一級町，並改名為新得村。
- 1933年5月1日：改制為新得町。

## 產業
當地以生產蕎麥著名，其餘產業還包括農業、林業和酪農業。林業方面，新得町木的材出產量在十勝地區內名列前茅。日本百名山之一的富良牛山，和山腳下的富良牛溫泉皆位於町內，以及以佐幌岳滑雪場為中心的佐幌度假村，冬季時吸引大量觀光客前來滑雪和遊玩。北海道立畜產實驗場和北海道立林業實驗場道東分場在此設立

## 交通

### 機場
- 帶廣機場（位於帶廣市）
- 新得町農道離著陸場

### 鐵路

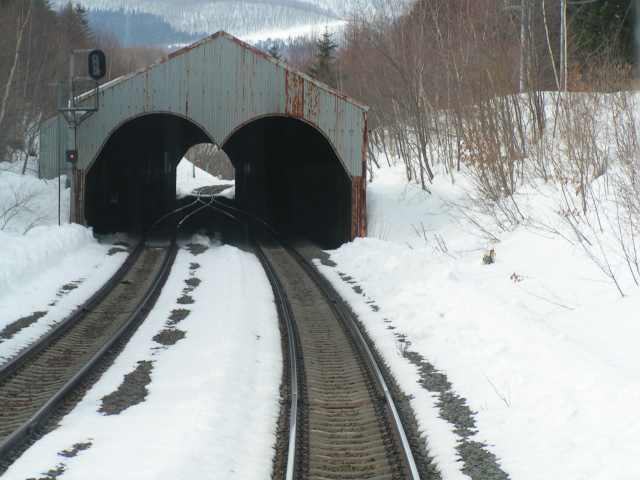
新得號誌站

- 北海道旅客鐵道
  - 根室本線：新得車站
  - 石勝線：新得車站

### 道路
| 一般國道 - 國道38號 主要地方道 - 北海道道75號帶廣新得線 - 北海道道136號夕張新得線 | 道道 - 北海道道593號屈足鹿追線 - 北海道道718號忠別清水線 - 北海道道1075號新得停車場線 - 北海道道1085號新內線 |

## 觀光景點
| - 大雪山國立公園 - 狩勝峰 - 狩勝高原展望台 - 舊狩勝線（根室線的舊线） - 佐幌度假村 - 新得蕎麥麵 - 遲牛溫泉 - 屈足溫泉 - 新得溫泉 - 富村牛溫泉 - 富良登山學校 - 努分富村牛溫泉 - 噴泉塔 | - 大雪山（國指定特別天然記念物） |

## 教育

### 高等學校
- 道立北海道新得高等學校

### 中學校
| - 新得町立屈足中學校 - 新得町立新得中學校 | - 新得町立富村牛小中學校 |

### 小學校
| - 新得町立屈足南小學校 - 新得町立佐幌小學校 | - 新得町立新得小學校 - 新得町立富村牛小中學校 |

## 姊妹市・友好都市

### 日本
- 東根市（山形縣）
- 五瀨町（宮崎縣）